# Бурти (Кременчуцький район)
Бурти́ — село в Україні (колишня назва — Свинарка[джерело?] у Єлизаветградському повіті), у Кам'янопотоківській сільській громаді Кременчуцького району Полтавської області. Населення становить 277 осіб.

## Географія
Село Бурти знаходиться на відстані за 2 км від села Білецьківка. Поруч проходить залізниця, станція Бурти та зупинний пункт 279 км (останній пункт Південної залізниці на кордоні з Одеською залізницею).

## Походження назви та історія
1911 року на місті станції Бурти почав стояти вагон-пост біля якого потяги не зупинялися. У 1912 році було побудовано невелику станцію, яку назвали Бурти. Назва виникла тому, що в районі станції на місцевості були невеликі гірки (бурти). Пізніше тут виникло село, яке отримало свою назву від назви станції.

## Галерея

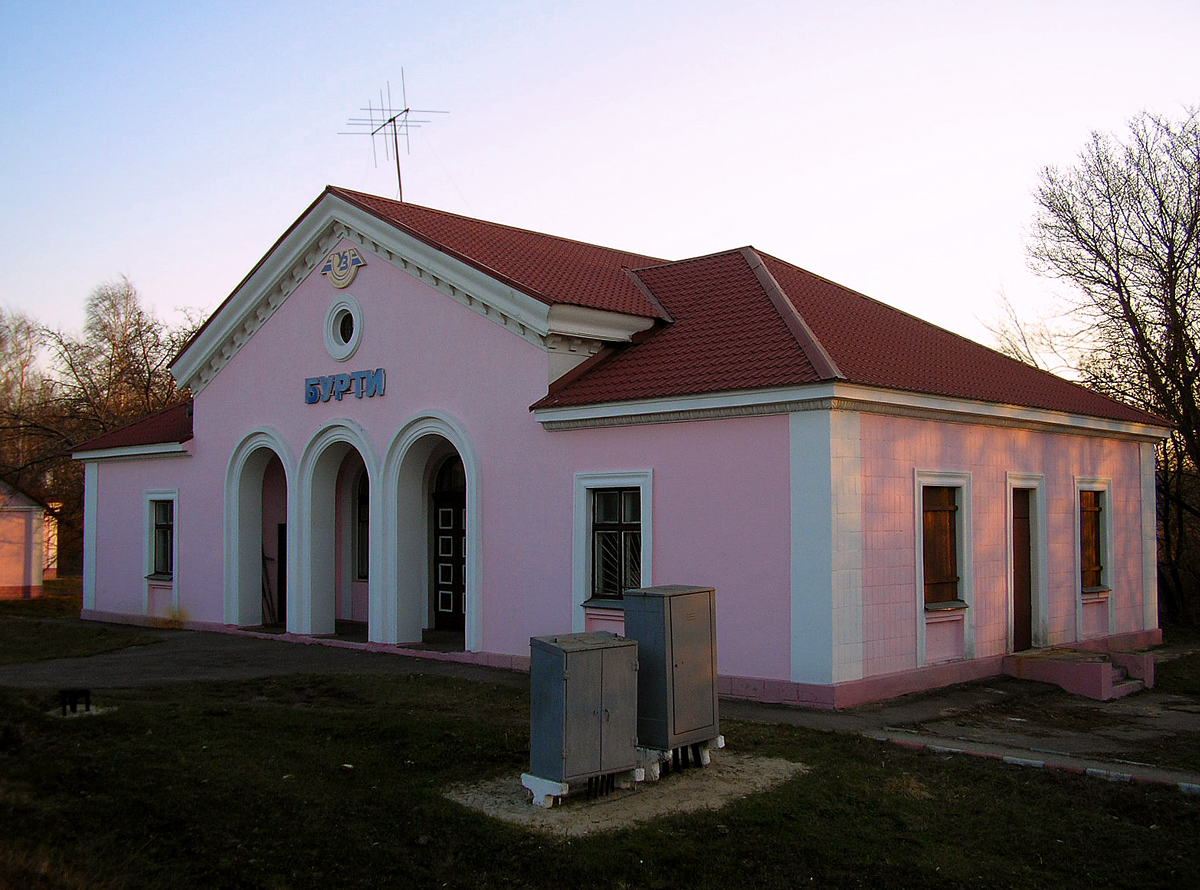
Будівля вокзалу залізничної станції
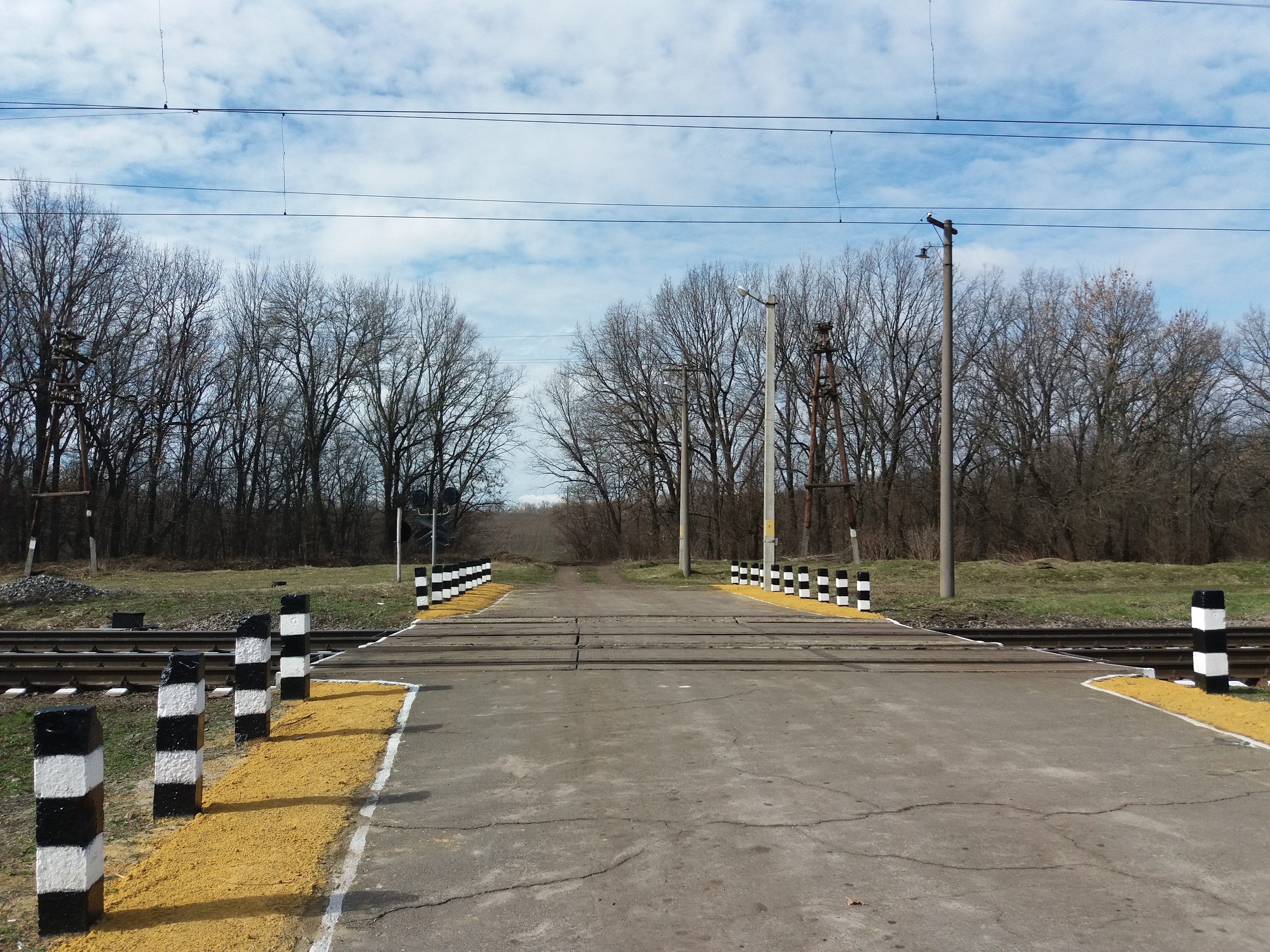
Залізничний переїзд біля з. п. 279 км
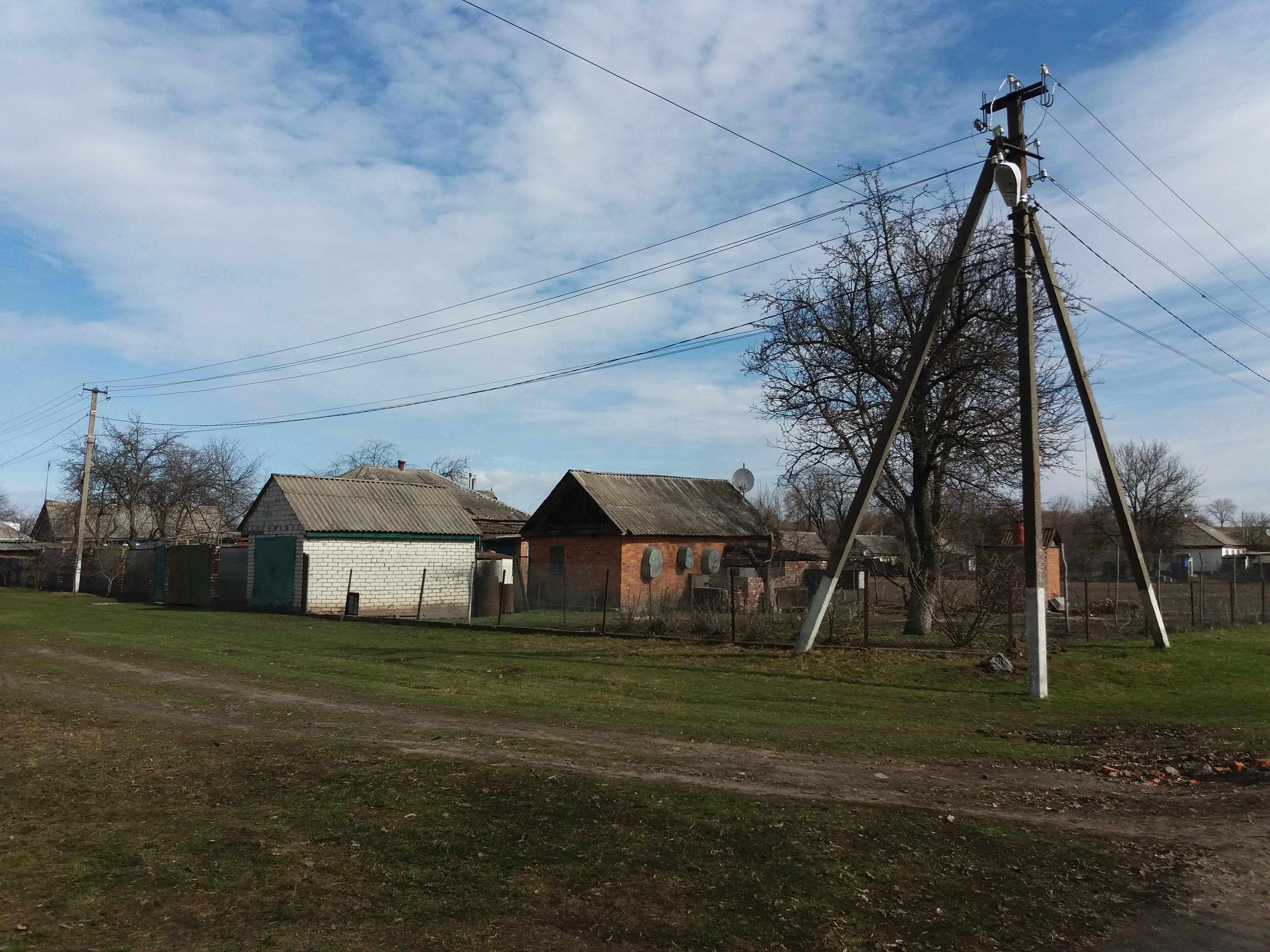
Околиця села